# Nicolas Chassagne
 (août 2011).
Si vous disposez d'ouvrages ou d'articles de référence ou si vous connaissez des sites web de qualité traitant du thème abordé ici, merci de compléter l'article en donnant les références utiles à sa vérifiabilité et en les liant à la section « Notes et références ».
Pour les articles homonymes, voir Chassagne.
Nicolas Chassagne, aussi surnommé Nico, est un compositeur et guitariste français né le 24 décembre 1978 à Paris.

## Biographie
En 1994, alors qu’il étudie à Notre-Dame « Les Oiseaux », il rencontre Fabien Dubos, Florian Dubos et Benoît Poher, avec qui il monte le groupe Kyo, nommé ainsi en l'honneur d'un héros de The King of Fighters, une série de jeux vidéo dont ils sont tous fans. Ils font les premières parties d'artistes tel que David Hallyday et jouent même dans un des clips de celui-ci : Pour toi. 
En 2000, ils sortent un premier album, Kyo qui n'eut cependant pas de succès. Ce n'est que plus tard, avec leur collaboration avec Sita Vermeulen dans la chanson Le Chemin qu'ils se font connaître. En 2003, Kyo sort un deuxième album, Le Chemin et remporte plusieurs récompenses[Lesquelles ?]. 
En décembre 2004, sort un troisième album, 300 lésions, plus rock et plus sombre que les précédents. 
En 2005, le groupe décide de faire une pause, pour que chacun des membres puisse se consacrer à des projets en solo. 
En 2008, Kyo sort une compilation. 
Ensuite, Nicolas Chassagne compose des musiques de films. 
Dans une interview Benoît Poher et Florian Dubos, du groupe Empyr, annoncent que Kyo reviendra pour un quatrième opus après la sortie du deuxième opus d'Empyr, Unicorn sorti en avril 2011.
Il a composé la musique du neuvième titre, "Si tu es un homme" dans l'album 5 de la chanteuse Alizée.
Ce nouvel album s'appelle "L'équilibre" et sort le 24 mars 2014. Deux chansons présentes dans cet album sont sorties en tant que single: Le Graal et L'équilibre.
Il est marié et a deux enfants.